# Santo Domingo (Heredia)
Santo Domingo es el primer distrito y ciudad cabecera del cantón de Santo Domingo, en la provincia de Heredia, de Costa Rica.
El distrito incluye básicamente el cuadrante urbano de la ciudad de Santo Domingo. 

## Toponimia
El origen del nombre del cantón se remonta a la erección de la ermita dedicada a Santo Domingo, el cual se le otorgó al barrio, luego al cantón cuando se estableció, y por consiguiente conservó al crearse el distrito primero.

## Historia
En la segunda administración de don José María Castro Madriz, el 24 de julio de 1867, en ley n.º 20, se otorgó el título de villa a la población de Santo Domingo. Posteriormente, el 1 de agosto de 1902, en el gobierno de don Ascensión Esquivel Ibarra, se decretó la ley n.º 58 que le confirió a la villa, la categoría de Ciudad.

## Ubicación
Ubicada a 5 km al sureste la ciudad de Heredia.

## Geografía
Santo Domingo cuenta con un área de 0,78 km² y una altitud media de 1170 m s. n. m.

## Demografía
Para el año 2022, Santo Domingo cuenta con una población estimada de 4052 habitantes, y para el último censo efectuado, en 2011, Santo Domingo contaba con una población de 4730 habitantes.

## Transporte

### Carreteras
Al distrito lo atraviesan las siguientes rutas nacionales de carretera:
- Ruta nacional 5
- Ruta nacional 103
- Ruta nacional 116